# Гырмызыгая
Гырмызыгая (азерб. Qırmızıqaya), до 1992 года —  Кемракуч или Комрагуч (азерб. Komraquç),  — село в административно-территориальном округе посёлка Гадрут Ходжавендского района Азербайджана.

## География
Посёлок Гадрут и сёла Чинарлы, Дагдёшю, Эдиша, Гырмызыгая, Гочбейли, Тагасер входят в состав Гадрутского посёлкового административно-территориального округа Ходжавендского района, при этом посёлок Гадрут является центром этого посёлкового административно-территориального округа.

## История
В Советское время село называлось Кемракуч или Комрагуч и входило в состав Гадрутского посёлкового Совета Гадрутского района Нагорно-Карабахской автономной области (НКАО) Азербайджанской ССР.
2 сентября 1991 года на совместной сессии Нагорно-Карабахского областного и Шаумяновского районного Советов народных депутатов была принята Декларация о провозглашении Нагорно-Карабахской Республики в границах Нагорно-Карабахской автономной области (НКАО) и сопредельного Шаумяновского района Азербайджанской ССР.
26 ноября 1991 года Верховный Совет Азербайджанский Республики принял Закон "Об упразднении Нагорно-Карабахской автономной области Азербайджанской Республики". В этом Законе помимо упразднения Нагорно-Карабахской Автономной Области (НКАО), было постановлено в том числе также и переименование Мартунинского района в Ходжаведский, упразднение Гадрутского района и присоединение территории Гадрутского района в состав Ходжавендского района. Решением Милли Меджлиса Азербайджанской Республики № 428 от 29 декабря 1992 года село Комрагуч Ходжавендского района было названо Гырмызыгая. В настоящий время это село Гырмызыгая (азерб. Qırmızıqaya) и входит в состав Гадрутского посёлкового административно-территориального округа Ходжавендского района Азербайджана.
В результате Карабахского конфликта село в начале 1990-х годов попало под контроль непризнанной Нагорно-Карабахской Республики (НКР). Согласно административно-территориальному делению непризнанной республики село называлось Кармракуч (арм. Կարմրակուճ) и входило в состав Гадрутского района НКР.
14 октября 2020 года, в ходе Второй Карабахской войны Президент Азербайджана, Ильхам Алиев, объявил об установлении контроля над селом Кемертюк. Иногда село Гырмызыгая также упоминалось под названием Кемертюк (азерб. Kəmərtük). На сайте Исполнительной власти Ходжавендского района также 14 октября 2020 года указана как дата возвращения села Гырмызыгая под контроль Азербайджана.
21 апреля 2022 года информационное агентство АЗЕРТАДЖ опубликовало фотографии из села Гырмызыгая Ходжавендского района.